# Tubiporella boninensis
Tubiporella boninensis is een mosdiertjessoort uit de familie van de Didymosellidae. De wetenschappelijke naam van de soort is voor het eerst geldig gepubliceerd in 1940 door Borg.